# Rai Fiction
Rai Fiction es una productora italiana fundada en 1997. Es propiedad y está operada por RAI.
La empresa produce contenidos para los canales de su propietario. La empresa produce animación, comedias de situación y otros programas. La compañía también trabaja en asociación con estudios de producción y canales de televisión extranjeros, así como con otras productoras en Italia.

## Producciones

### Series de televisión
- La piovra (1984)
- Un posto al sole d'estate (1996)
- Un medico in famiglia (1998–presente)
- Inspector Montalbano (1999–presente)
- Don Matteo (2000-2020)
- Drácula (2002)
- Perlasca, un Eroe Italiano (2002)
- Un caso di coscienza (2003-2013)
- Milo (2003)–con The Paz Show
- Provaci ancora prof (2005-2017)
- L'ispettore Coliandro (2006–2010)
- Capri (2006–2010)
- La buona battaglia – Don Pietro Pappagallo (2006)
- Tutti pazzi per amore (2008-2012)
- Usahana (2008)
- Pinocchio (2009)
- C'era una volta la città dei matti... (2010)
- Che Dio ci aiuti (2011–presente)
- Cugino & cugino (2011)
- Fuoriclasse (2011-2015)
- Caccia al Re – La narcotici (2011)
- Rossella (2011-2013)
- Un passo dal cielo (2011–present)
- The Young Montalbano (2012-2015)
- Una grande famiglia (2012-2015)
- Carlo & Malik (2012)
- Braccialetti rossi (2014-2016)
- È arrivata la felicità (2015-2018)
- Il paradiso delle signore (2015–presente)
- La dama velata (2015)
- Thou Shalt Not Kill (2015-2018)
- The Mafia Kills Only in Summer (2016)
- Non dirlo al mio capo (2017)
- Suburra: Blood on Rome (2017–presente)
- La porta rossa (2017–present)
- Medici (2018–present)
- My Brilliant Friend (2019–presente) - Coproducción con HBO y TIMvision (temporada 1)
- The Name of the Rose (2019–presente) - Coproducción con Tele München Gruppe
- Leonardo (2021)

### Películas para televisión
- Imperium
  - Imperium: Augustus (2003)
  - Imperium: Nero (2004)
  - Imperium: Saint Peter (2005)
  - Imperium: Pompeii (2007)
  - Augustine: The Decline of the Roman Empire (2010)
- Bartali: The Iron Man (2006)
- Il Pirata: Marco Pantani (2007)
- Barabbas (2012)
- Il bambino cattivo (2013)

### Series animadas
- Lupo Alberto (1997-2002)
- Princess Sissi (1997)
- Tommy and Oscar (1999)
- Cocco Bill (2001-2004)
- Gino the Chicken (2002)
- Pet Pals (2003)
- The Adventures of Marco & Gina (2003)
- Martin Mystery (2003–2006)
- The Spaghetti Family (2003)
- Clic & Kat (2004) – es una serie de televisión producida por MatitAnimatA,[3] Cineteam y Rai Fiction en 2004. La serie de televisión se transmitió en Rai 2, ZDF, y en 4 de marzo de 2014 por Planet Kids.[4]
- Wheel Squad (2000-2002)
- Winx Club (2004–2015; coproducción con Rai Ragazzi)
- Monster Allergy (2005–2009)
- Team Galaxy (2006–2007)
- School for Vampires (2006-2010)
- Ripples (2007–2009)
- Water & Bubbles (2007-2010)
- Arturo & Kiwi (2007-2010)
- Il mondo di Stefi (2008)
- Matt's Monsters (2008)
- Stellina (2008)
- Gawayn (2008–2012)
- PsicoVip (2009)
- Rahan (2009–2010)
- Geronimo Stilton (2009–2017)
- Huntik: Secrets & Seekers (2009–2012)
- Spike Team (2010–presente)
- Henry the Cat (2010–2013)
- Teen Days (2010)
- The Invisible Man (2011)
- Lucky Fred (2011)
- The DaVincibles (2011)
- Floopaloo, ¿dónde estás? (2011-2014)
- Mofy (2013)
- Regal Academy (2016–2018)
- Pat the Dog (2017–presente)
- Trulli Tales (2017–presente)
- Leonardo (2018–present)

### Películas animadas
- Monster Mash (2000, coproducción con DIC Entertainment)